# Starksboro
Starksboro es un pueblo ubicado en el condado de Addison en Vermont, Estados Unidos. En el año 2020 tenía una población de 1.756 habitantes y una densidad poblacional de 14,89 personas por km².

## Geografía
Starksboro se encuentra ubicado en las coordenadas 44°12′22″N 73°1′3″O / 44.20611, -73.01750.

## Demografía
Según la Oficina del Censo en 2000 los ingresos medios por hogar en la localidad eran de $44,559 y los ingresos medios por familia eran $46,771. Los hombres tenían unos ingresos medios de $31,424 frente a los $23,828 para las mujeres. La renta per cápita para la localidad era de $17,688. Alrededor del 9.8% de la población estaban por debajo del umbral de pobreza.